# Monadenia mormonum ssp. hirsuta
Monadenia mormonum ssp. hirsuta је подврста класе Gastropoda која припада реду Stylommatophora. 

## Угроженост
Подаци о распрострањености ове врсте су недовољни.

## Распрострањење
Сједињене Америчке Државе су једино познато природно станиште врсте.

## Станиште
Врста Monadenia mormonum ssp. hirsuta има станиште на копну.